# Claude Russell-Brown
Claude Russell-Brown (* 11. April 1873 in Nainital, Indien; † 19. Januar 1939 in Fulham, England) war ein kanadischer Tennisspieler.

## Biografie
Russell-Brown war ein Hauptmann in der kanadischen Armee von 1904 bis 1908. Im Jahr 1908 nahm er am Tenniswettbewerb der Olympischen Sommerspiele in London teil. Im Einzel erreichte er durch zwei Freilose das Achtelfinale, wo er sich in drei Sätzen glatt gegen David Slíva durchsetzte und das Viertelfinale erreichte. Dort war er gegen John Richardson ebenfalls in drei Sätzen chancenlos. Im Doppel zog Russell-Brown mit seinem Partner seine Teilnahme vor der zweiten Runde zurück.
Nur wenige Turnierresultate sind von Russell-Brown bekannt. 1904 nahm er das einzige Mal an Wimbledon teil. Zuletzt spielte er 1931 mit 58 Jahren noch das Turnier im Londoner Queen’s Club.